# جوردان تودوسي
جوردان تودوسي هي ممثلة كندية، ولدت في 8 فبراير 1995 بتورونتو في كندا.

## أعمال

### أفلام
- (2005) اللهاية[5][6][7]

## وصلات خارجية
- جوردان تودوسي على موقع IMDb (الإنجليزية)
- جوردان تودوسي على موقع ألو سيني (الفرنسية)
- جوردان تودوسي على موقع أول موفي (الإنجليزية)
- جوردان تودوسي على موقع إن إن دي بي (الإنجليزية)
- جوردان تودوسي على موقع قاعدة بيانات الفيلم (الإنجليزية)
- جوردان تودوسي على موقع كينوبويسك (الروسية)